# Фор, Кристиан
Кристиан Фор (фр. Christian Faure; род. 1954, Гриньоль, Дордонь, регион Аквитания, Франция) — французский кинорежиссёр, постановщик телефильмов.

## Биография
Кристиан Фор родился в 1954 году в Гриньоле, Франция. 
В 1987 году выступил автором сценария к фильму режиссёра Жана-Пьера Дени «Поле чести». В 1989 году был первым ассистентом Роберта Олтмена на съёмках фильма «Винсент и Тео».
В 2000 году вышел телефильм Фора «Просто вопрос любви», посвящённый теме гомосексуальности, а также взаимоотношений подростков-геев с родителями. К этой теме Фор снова обратился в 2005 году, когда вышел его фильм «Любовь, о которой молчат», посвящённый проблеме депортации гомосексуалов в нацистские лагеря при режиме Виши.
Первый фильм был показан в прайм-тайм и собрал немалую аудиторию, второй также посмотрело большое количество телезрителей (примерно 6 млн, по данным «Médiamétrie»), однако такие крупные торговые сети как «Auchan» и «Carrefour» отказались выпускать этот фильм в продажу.
В 2006 году снял телефильм о деле известной отравительницы Мари Бенар — «Мари Бенар, отравительница» (фр. Marie Besnard, l'empoisonneuse).
В 2008 году выпустил первый (и пока единственный) полнометражный кинофильм «Высокие стены» (фр. Les Hauts Murs), по автобиографическому роману Огюста Ле Бретона.

## Избранная фильмография

### Телефильмы
- «Фуга в ре-миноре» (1998, в ролях Ги Маршан и др.);
- «Сюита в ре-миноре» (2000, в ролях Ги Маршан и др., продюсер Жан-Люк Азуле);
- «Просто вопрос любви» («France 2», 2000, в ролях Сирил Тувенен, Стефан Герен-Тилье, Эва Дарлан и др.);
- «Смерть рыжеволоса» (2002, в ролях Бернар Жиродо, Эва Дарлан и др.)
- «Любовь, о которой молчат» («France 2», 2005, в ролях Жереми Ренье, Бруно Тодескини, Мишель Жонас и др.) — специальный приз жюри Фестиваля телевизионных фильмов в Люшоне, а также приз за лучший сценарий, 2005;
- «Мари Бенар, отравительница» («TF1», 2006);
- «Чёрная бабочка» (2008, в ролях Эрик Кантона и др.)

### Кинофильмы
- «Высокие стены» (2008, в ролях Кароль Буке, Мишель Жонас, Катрин Жакоб и др.)